# Ришард Шурковський

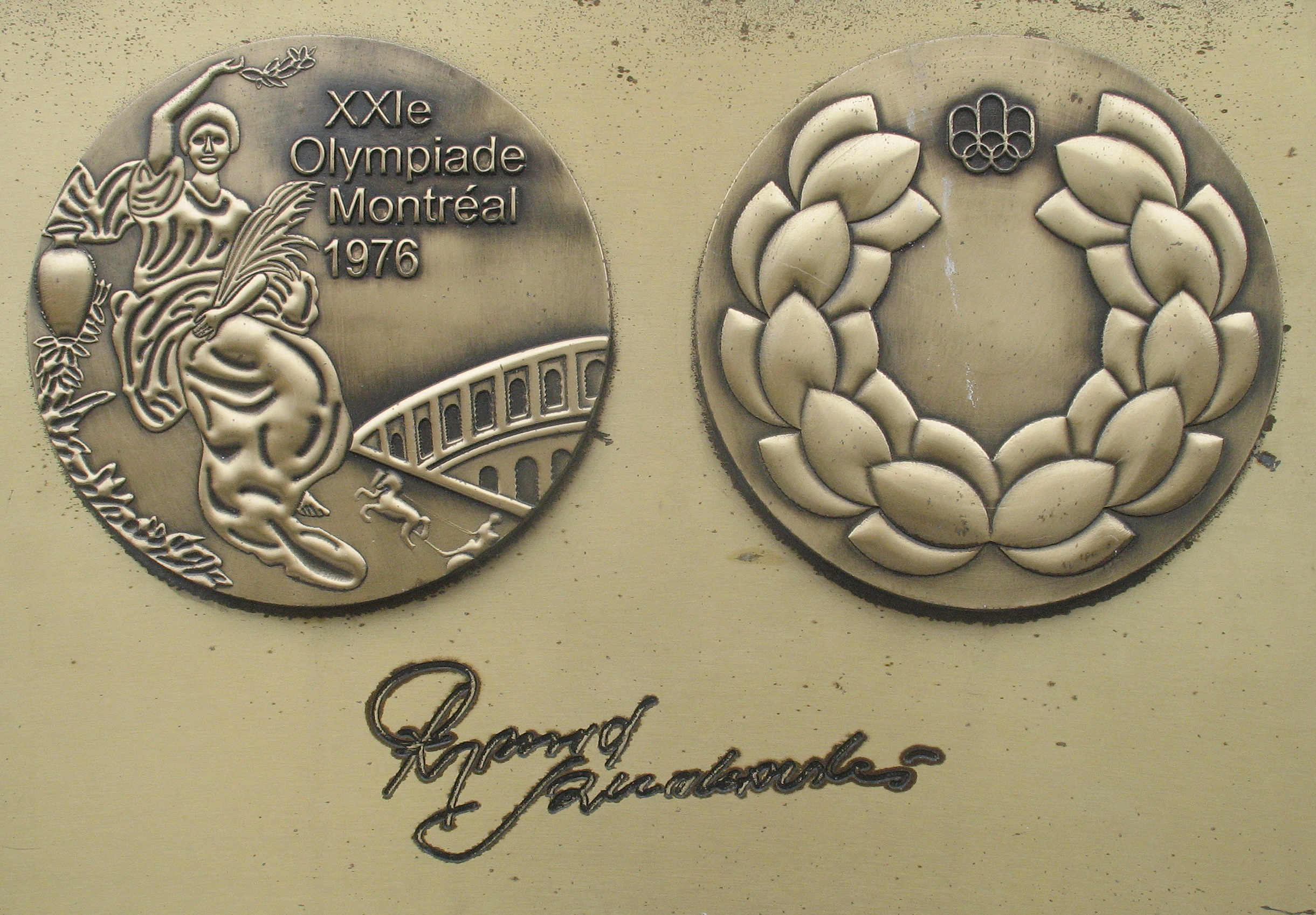
Копія оригіналу олімпійської медалі та афтографу Шурковського приставлена на алеї Зірок Спорту Польщі в місті Дзівнув

Ришард Ян Шурковський (12 січня 1946, Сьвебодув — 1 лютого 2021, Радом) — польський шоссейний велосипедист, дворазовий срібний призер Олімпійських ігор, чотириразовий призер чемпіонату світу із шосейних велогонок, а також дворазовий чемпіон Польщі із цього самого виду спорту. Відомий як один із найкращих спортсменів в історії Велогонки миру. Займався політикою, зокрема був послом у Польському Сеймі часів ПНР 9-ї каденції. Окрім цього, відомий як тренер та колишній президент Польської федерації велосипедного спорту.

## Біографія
Народився в польській Нижній Сілезії, в селі Сьвебодув 12 січня 1946 року, в багатодітній родині. Закінчив шкільне навчання в місті Вроцлав у 1975 році, згодом продовжував здобувати освіту в Академії фізичного виховання у Вроцлові, де отримав диплом вчителя фізкультури та тренера-велосипедистів. Закінчив навчання у 1984 році. Почав займатися велосипедною їздою, під час свого перебування в місті Мілич, де почув як на одному з ефірів Польського радіо розповідалось про Велогонку Миру та про великі успіхи польського велосипедиста Станіслава Кроляка. Пізніше про цей період свого життя він згадував так:
|  | Тоді, як я суджу сьогодні, я хотів бути подібним на Кроляка. Простіше кажучи хотілося мати велосипед, брати участь в гонках і вигравати. Тоді моя фантазія не сягала так далеко, щоб думати про те, щоб репрезентувати Польщу, з гордістю одягнувши біло-червону футболку та їздити по шосе і трасах всього світу, стати олімпійським та світовим чемпіоном.Оригінальний текст (пол.) [Wówczas, tak to dziś oceniam, chciałem naśladować Królaka. Po prostu, mieć rower i ścigać się, także wygrywać. Moja wyobraźnia nie sięgała wówczas tak daleko, by myśleć o tym, by zostać reprezentantem Polski, by dumnie w biało-czerwonej koszulce jechać po szosach i drogach świata, by zostać olimpijczykiem, by być mistrzem świata.] Помилка: {{Lang}}: текст вже має курсивний шрифт (допомога) |

Він був самоучкою, проте мав природні здібності необхідні для того, щоб стати хорошим велосипедистом. З 1963 року починає брати участь в змаганнях, спочатку самостійно як аматор у місті Радом, його тренером в ті часи став Ришард Сват. Важливо згадати, що саме тоді майбутній чемпіон перебував на військовій службі в околицях гміни Ґарбатка-Летнісько, по закінченню якої старший брат порекомендував йому продовжувати займатися їздою, до чого юнак дослухався і вступив до спортивного клубу Долмель Вроцлав. Першими вагомими успіхами згодом стали перемога в Польському національному чемпіонаті серед велосипедистів, що проходив у місті Прудник, срібна медаль у гірській велогонці та 4-те місце чемпіонату Польщі в категорії групової шосейної гонки у 1968 році.
Завдяки першим успіхам він був помічений тренером польської національної збірної шосейних велосипедистів Ганріком Ласаком а також лікарем збірної Збігневом Русіною і від того часу остаточно і назавжди пов'язав своє життя з цим спортом. З 1969 він стає членом національної збірної, саме тоді вперше взяв участь в велогонці миру і зразу здобув друге місце на подіумі (тоді переможцем став француз Жан-П'єр Дангійом). Наступні роки були дуже успішними для велосипедиста і саме завдяки цим досягненням Ришард Шурковський здобув звання найкращого велосипедиста-любителя у світі. Він був дуже обдарованим та універсальним велосипедистом, який брав участь у всіх категоріях з їзди по шосе, хоча — як він сам говорив — йому найкраще вдавалося перемагати в класичних одноетапних перегонах. Зокрема він переміг в преолімпійських перегонах в місті Мюнхен у 1971 році. Там же взяв участь в перегонах на треку, проте успіху не мав. Багаторічній досвід та участь в багатьох змаганнях зробили його справжнім майстром своєї справи, через це він був вибраний капітаном польської команди велосипедистів. Якраз тоді колеги дали йому прізвисько «Бібі» (пол."Bibi").
Чотириразово в 1970, 1971, 1973 i 1975 він вигравав змагання Велогонка Миру. Загалом у цих змаганнях він взяв участь у 89 етапах (з них 52 був лідером гонки), виграв 13 етапів, був другим 9 разів та третім 9 разів. Відомий польський спортивний журналіст Богдан Томашевський так описав в одній з своїх публікацій першу перемогу спортсмена на одному з етапів Влогонки Миру 13 травня 1969 року місті Лодзь:
|  | Вперше я брав у нього інтерв'ю в 1969 році в місті Лодзь, коли він вперше брав участь в гонці Миру і вперше виграв етап. Він стояв біля накритих столів, що знаходилися на краю траси та пив чай. Він перекусив сосисками і продовжив пити чай. Він був усміхнений, брудний і здавалося що зовсім не втомлений. Я насилу проштовхнувся до нього. Сердечними словами привітав його поспіхом, стараючись бути голоснішим гучних та схвильованих голосів. Він радісно подивився на репортера. - Велоспорт - це магія! Він так сказав і легко штовхнув переднє колесо свого велосипеда, аж воно закрутилося і блимнуло срібною плямою .Оригінальний текст (пол.) [ Po raz pierwszy zetknąłem się z nim przy mikrofonie w 1969 roku na mecie w Łodzi, kiedy po raz pierwszy jechał w Wyścigu i po raz pierwszy wygrał etap. Stał koło rozstawionych stołów na skraju boiska i pokrzepiał się herbatą. Sięgnął po parówki i znów popił herbatą. Był uśmiechnięty, zamorusany i prawie nie zmęczony. Z trudem przecisnąłem się do niego. Serdeczne słowa gratulacji rzucane w pośpiechu, ścisku i gwarze podnieconych głosów. Spojrzał na reportera wesoło. – Kolarstwo to czar! – powiedział i lekko trącił w przednie koło swojego roweru, aż zakręciło się i rozbłysło srebrzystą smugą. ] Помилка: {{Lang}}: текст вже має курсивний шрифт (допомога) |

Під час олімпійських ігор в Мюнхені в 1972 році (разом з Едвардом Барчікем, Луціяном Лісем i Станіславом Шоздою) і на наступній олімпіаді 1976 року (разом з Тадеушем Митніком, Мечиславом Новицьким i Станіславом Шоздою) здобув срібні медалі в груповій гонці на час. Польська національна збірна двічі програла тоді боротьбу за золоті медалі національній команді СРСР.

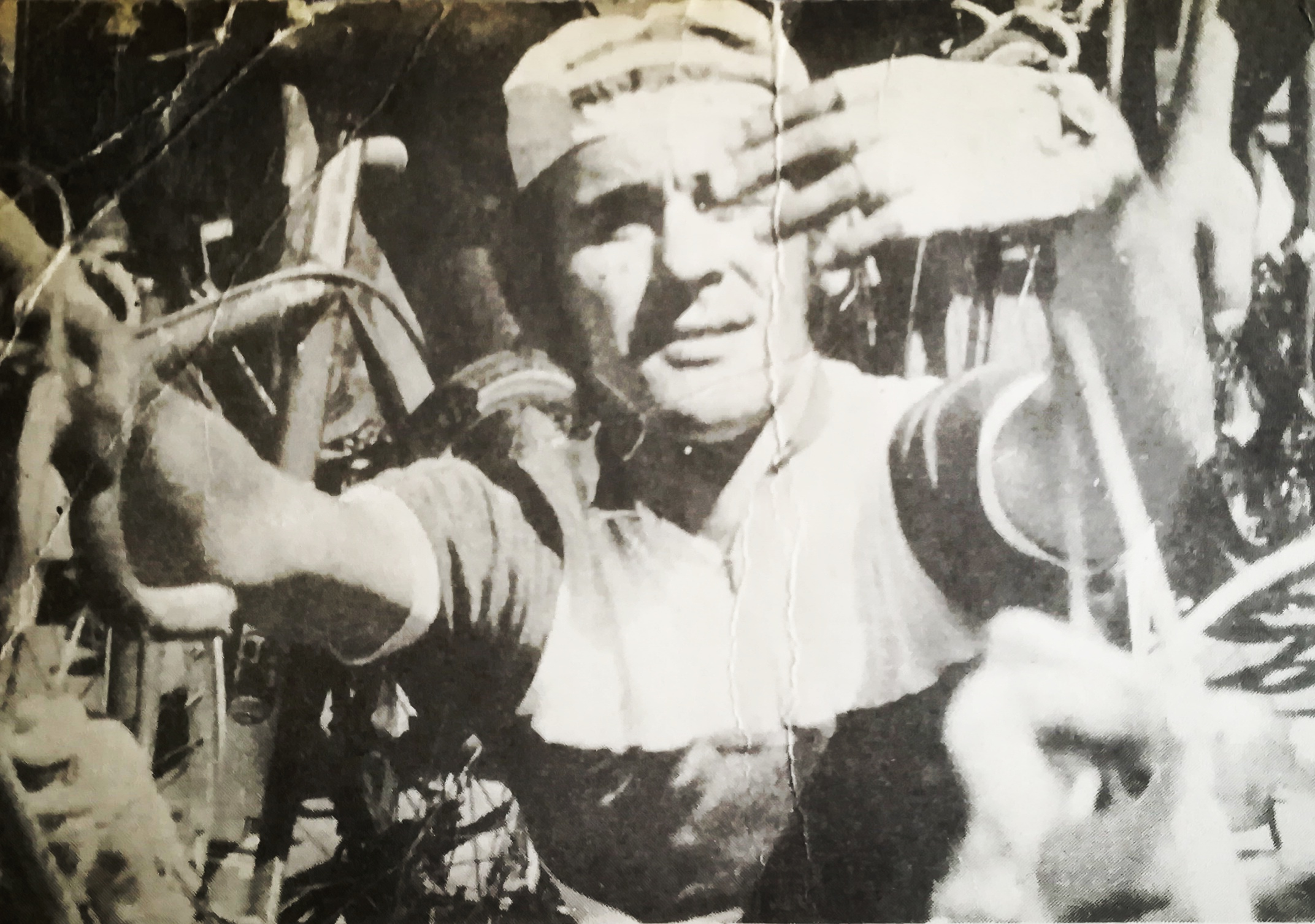
Ришард Шурковські під час перегонів на чемпіонаті світу з шосейного велоспорту в Барселоні в 1973 році

У 1973 році на чемпіонаті світу серед шосейних велосипедистів в Барселоні 1973 року здобув перемогу в категорії спільної гонки серед аматорів, а також парної гонки на час (разом з Тадеушем Митніком, Луціяном Лісем і Станіславом Шоздою). Спортивний журналіст Мацей Бєга у статті "Веселкові футболки " так описував його перемогу у категорії спільної гонки:
|  | Протягом кількох кілометрів двоє поляків, француз і датчанин, їхали колесо в колесо. Їх було четверо.(...) Шодза добре їде. Шурковські останнім часом почав їхати гірше, відстав на кілька метрів, ніби в нього закінчуються сили. Француз не хоче випустити Шодзу в лідери. Аж поляк переїжджає на праву сторону дороги, він не хоче поступитися своїм лідерським становищем, той в свою чергу робить те саме. Шодза дивиться назад. Якраз в цей момент бачить як Ришард сильніше налягає на педалі та виривається вперед. І от нарешті. Сташко підморгує своєму колезі, проте той не помічає цього привітання. Він досяг максимальної швидкості. Оператор був настільки здивований цим спринтом, що на мить Шурковський раптово зник з екранів телевізорів. Маневр Шурковського насправді був абсолютно зразковим. Все мистецтво індивідуального відриву полягає в тому, щоб заплутати пильність суперників, отримати перевагу над ними на кілька десятків метрів і змусити їх доганяти тебе під час погоні. (...) Ришард Шурковський втілив цю стратегію за 1300 метрів перед фінішною лінією. Незабаром поляк їхав один як впевнений чемпіон світу. Він переміг у вражаючому стилі, чим змусив захоплюватися собою глядачів. Останні 50 метрів були вже не змаганням, а тріумфальною їздою. Руки підняті вгору, посмішка радості. Чемпіон світу глянув як тріумфатор на глядачів ще до перетину фінішу.Оригінальний текст (пол.) [ Przez kilkanaście kilometrów dwaj Polacy, Francuz i Duńczyk pracowali wspólnie. Było ich czterech. (...) Szozda prowadzi mocno. Szurkowski na ostatniej pozycji, kilka metrów straty, jakby był u kresu sił. Francuz nie chce wyręczyć Szozdy w prowadzeniu. Kiedy Polak zjeżdża na prawą stronę szosy, chce oddać czołową pozycję, tamten robi to samo. Szozda ogląda się do tyłu. Widzi w tym momencie jak Ryszard wspina się na pedały i rusza naprzód. A więc nareszcie. Staszek puszcza oko do kolegi, ale tamten nie widzi już tego pozdrowienia. Osiągnął największa szybkość. Kamerzysta był tak zaskoczony tym sprintem, że przez chwilę Szurkowski zniknął nagle z ekranów telewizora. Manewr Szurkowskiego był właściwie absolutnie wzorowy. Cała sztuka samotnej ucieczki polega na tym, aby zmylić czujność rywali, zdobyć nad nimi kilkadziesiąt metrów przewagi i zmusić ich do samotnego wysiłku podczas pogoni. (...) Ryszard Szurkowski zaatakował 1300 metrów przed metą. Wkrótce potem Polak jechał sam jako pewny mistrz świata. Wygrywał w imponującym stylu, który najbardziej podziwiają obserwatorzy. Ostatnie 50 metrów było już nie wysiłkiem, ale jazdą triumfalną. Podniesione do góry ręce, uśmiech radości. Mistrz świata pozdrawiał widzów jeszcze przed minięciem linii mety.] Помилка: {{Lang}}: текст вже має курсивний шрифт (допомога) |

Шурковський на фінішній прямій цієї гонки дав інтерв'ю журналісту газети «Журнал Лодзь» сказавши про перемогу так:
|  | Не вірив, що сьогодні ми досягнемо того, про що так багато мріяли. Сташек був чудовим, сміливим і дуже сильним. Завдяки ньому ми змогли добре виступити. Велика радість ... Оригінальний текст (пол.) [Nie wierzyłem, że dziś osiągniemy to, o czym marzyliśmy najbardziej. Staszek był wspaniały, odważny i bardzo mocny. Dzięki niemu udało się nam wspaniale. Wielka radość...] Помилка: {{Lang}}: текст вже має курсивний шрифт (допомога) |

На наступному чемпіонаті світі 1974 року в Монреалі серед шосейних велосипедистів він виграв срібну медаль в категорії групового старту, де програв тоді іншому полякові Янушу Ковальському. Також на чемпіонаті світу серед шосейних велосипедистів 1975 року, що відбувся в бельгійському місті Івуар разом з Тадеушем Митніком, Станіславом Шодзою та Мечиславом Новіцьким здобув ще одну золоту медаль в груповій гонці на час.
Загалом він п'ятиразово здобував призові місця, коли брав участь в чемпіонаті Польщі серед шосейних велосипедистів в категорії індивідуальних заїздів в 1969, 1974, 1975, 1978 і 1979, також одного разу став чемпіоном Польщі в категорії маунтбайтингу в 1974 році, а також триразово він став чемпіоном Польщі в категорії їзди парами в 1972, 1975 (разом з Степаном Клімчаком) і 1980 років (разом з Єржи Кучкою). Спортсмен двічі ставав чемпіоном Польщі в категорії групового заїзду в 1975 і 1976 роках (з партнерами Яном Бжежним, Яном Фальтинем і Сщепаном Клімчаком), в той час він був лідером спортивного клубу KS «Dolmel», що в місті Вроцлав. Семиразово він здобував титул віце-чемпіона Польщі: одного разу в категорії індивідуального заїзду в 1973 році, триразово в категорії маунтбайтингу в 1968, 1975 (із Станіславом Шодзою) і 1976 роках (разом з Яном Бжежним), дворазово в категорії їзди парами в 1973 році (разом із Сщепаном Клімчаком) і 1978 (разом з Яном Фальтином) також в категорії групового заїзду як член клубу KS «Dolmel» в місті Вроцлав в 1973 році (разом з Сщепаном Клімчаком, Антоном Янковським і Янушем Кіржиковським). До колекції медалей чемпіонатів Польщі варто додати також 9 бронзових медалей. Загалом він виграв 28 різноманітних медалей в Чемпіонатах Польщі.
Хоча йому так і ні разу не вдалося виграти загальні перегони Туру По Польщі, проте йому належить рекорд виграних етапів яких було 15. Триразово він переміг в категорії найвитриваліших в 1971, 1973 i 1974 роках, дворазово в категорії маунтбайтингу 1971 i 1974 також одного разу він переміг в категорії заїзду на очки 1979 року.
Окрім перемог в національних змаганнях він перемагав і на заїздах закордоном. Зокрема він переміг на гонках Circuit de la Sarthe в 1969 році, Великому Чемпіонстві Аннабу в 1971 році, заїзді Болгарії в 1971 році, заїзді Шотландії в 1972 році, Тур де Лімузин в 1974 році, заїзді Нижньої Австрії в 1977 році та заїзді Єгипту в 1979 році.
Він також змагався у перегонах з професійними велосипедистами. У 1974 під час своїх перших змаганнях такого роду, зокрема під час гонки Париж-Ніцца, врешті-решт в загальному заліку зайняв 28 місце, одного разу йому вдалося під час одного з етапів фінішувати на другій позиції та двічі на третій, будучи одним з найактивніших велосипедистів під час усієї цієї гонки (третій в цій категорії після бельгійців Ріком ван Ліндном та Едді Мерксем). Незважаючи на пропозиції представників професійних команд (зокрема бельгійської Мольтені) так і не став професіоналом оскільки був членом Польської федерації велосипедного спорту, яка цього не бажала.
У 1980 закінчив кар'єру в збірній, а через два роки пізніше закінчив будучи членом спортивного клубу KS «Polonez» Warszawa свою кар'єру спортсмена.
Його останній виступ як велосипедиста був у жовтні 1984 року, в перегонах організованих Військово-морськими силами Польщі, після якої він остаточно закінчив спортивну кар'єру та перестав особисто брати участь в змаганнях. В часи своїх виступів на треці був очільником спортивних клубів: LZS Мілич в 1966 році, Радоміяк Радом в період 1966—1967, коли проходив військову службу, KS «Dolmel» Вроцлав з 1968 по 1978 рік, FSO Warszawa в 1979 році та KS «Polonez» Варшава в 1979—1982 роках.
Із 1984 по 1988 був тренером Польської національної збірної з шосейного велоспорту. Його підопічний, Лех Пясецький, перемагав в гонці Миру а також став чемпіоном світу в категорії індивідуального заїзду в 1985 році, також в груповій гонці здобув срібну медаль на літніх олімпійських іграх в Сеулі. В 1997 він був керівником вишколу Польської асоціації велосипедистів. В 1988—1989 роках він керував першою професійною командою велосипедистів в Польщі, що мала назву Exbud Kielce, згодом став засновником спортивного клубу «Шурковські» у місті Варшаві в 1991 році, був також певний час керівником польської частини Велоперегонів Миру. В 2007—2008 був президентом велосипедного клубу по маунтбайтингу MTB Halls Team. Певний час займався бізнесом та відкрив магазин з товарами пов'язаних з велосипедним спортом у Варшаві на вулиці Еразма Чолка 35. З 31 березня 2010 до 5 березня 2011 був президентом Польської федерації велосипедистів.
З 1985 по 1989 був депутатом Польського сейму часів ПРЛ пройшов по національному списку (як позапартійний). У 2005 виставив свою кандидатуру та пробував балотуватися до Сейму, був першим номером у вроцлавському списку польської соціал-демократичної партії, проте вона не подолала порогу потрібного для проходження в Сейм. Він був членом одного з почесних комітетів колишнього президента Броніслава Коморовського перед Президентськими виборами в Польщі 2015 року.
Він був головним героєм книжки Марека Юзвіка Велосипедом до Європи (1992), також книги Ришард Шурковські. Скасувати цю втечу! — а також став героєм одного з епізодів коміксу Відомі польські олімпійці (видавництво «Gazeta Wyborcza»). З 2011 був одним з оглядачів журналу «Rowertour», основна тематика якого це велосипедний туризм.
Закінчивши свою активну кар'єру велосипедиста, він брав участь у багатьох організованих перегонах для ветеранів. 10 червня 2018 в місті Кельніпід час однієї з таких гонок він почув себе не добре, після чого був доставлений до лікарні, де його декілька разів було прооперовано. З метою допомоги громадськість Польщі зорганізувала збір коштів якою керував спортивно-гуманітарний клуб «Товариство Lions Club Познань 1990» потрібних на його реабілітацію. До цієї акції долучилися, зокрема, такі знамениті польські спортсмени (Агнешка Радванська, Роберт Левандовський, Міхал Юрецькі, Каєтан Каєтанович, Лукаш Кубот, Чеслав Ланг, Влодзімеж Любанський, Якуб Пшигонські, Каміль Стох, Собєслав Засада, Зенон Яскула та Рафал Соннік), які жертвували певними своїми цінними речами та переказували на аукціон організований 18 грудня 2018 року Першим Каналом Польського Радіо. Останніми роками він важко хворів, переживаючи, серед іншого, запалення легенів. Помер 1 лютого 2021 року після кількох днів перебування в лікарні в Радомі, куди був доставлений через запалення легень. В день похоронів відбулася поховальна меса на його честь 5 лютого 2021 року в Храмі Божого Провидіння у Варшаві, а поховано його було в 13 лютого цього ж року в Церкві Різдва Пресвятої Богородиці у Вежховіцях в родинному склепі.

## Пам'ять
В польському місті Нале́нчуві знаходиться  бронзовий пам'ятник, який зображує різноманітні постаті які пов'язані з розвитком велосипедництва. На всіх сторонах пам'ятнику можна побачити невеликі меморіальні дощечки з підписами найвидатніших польських велосипедистів, зокрема і Ришарда Шурковського На  Алеї Зірок Спорту в місті Дзівнові в 2002  році, як один з перших спортсменів, яким зробили пам'ятник особисто відкрив табличку з репліками своєї  олімпійської медалі та автографа. Того ж року  відкрито свою зірку на іншій Алеї Слави в місті Владиславово. Також існує табличка поставлена в його честь  на тротуарі галереї польського велосипедного спорту в місті Ковари.
Рада гміни Ґарбатка-Летнісько 26 травня 2011 року присвоїла йому титул  Почесного жителля гміни Ґарбатка-Летнісько, де в  1966 він проживав певний час, проходячи солдатську службу  і брав участь у будівництві та ремонті залізничних ліній. Також в селі Кросниці щороку організовується захід, що популяризує велосипедний туризм під назвою  Велосипедне ралі "Слідами Ришарда Шурковського".

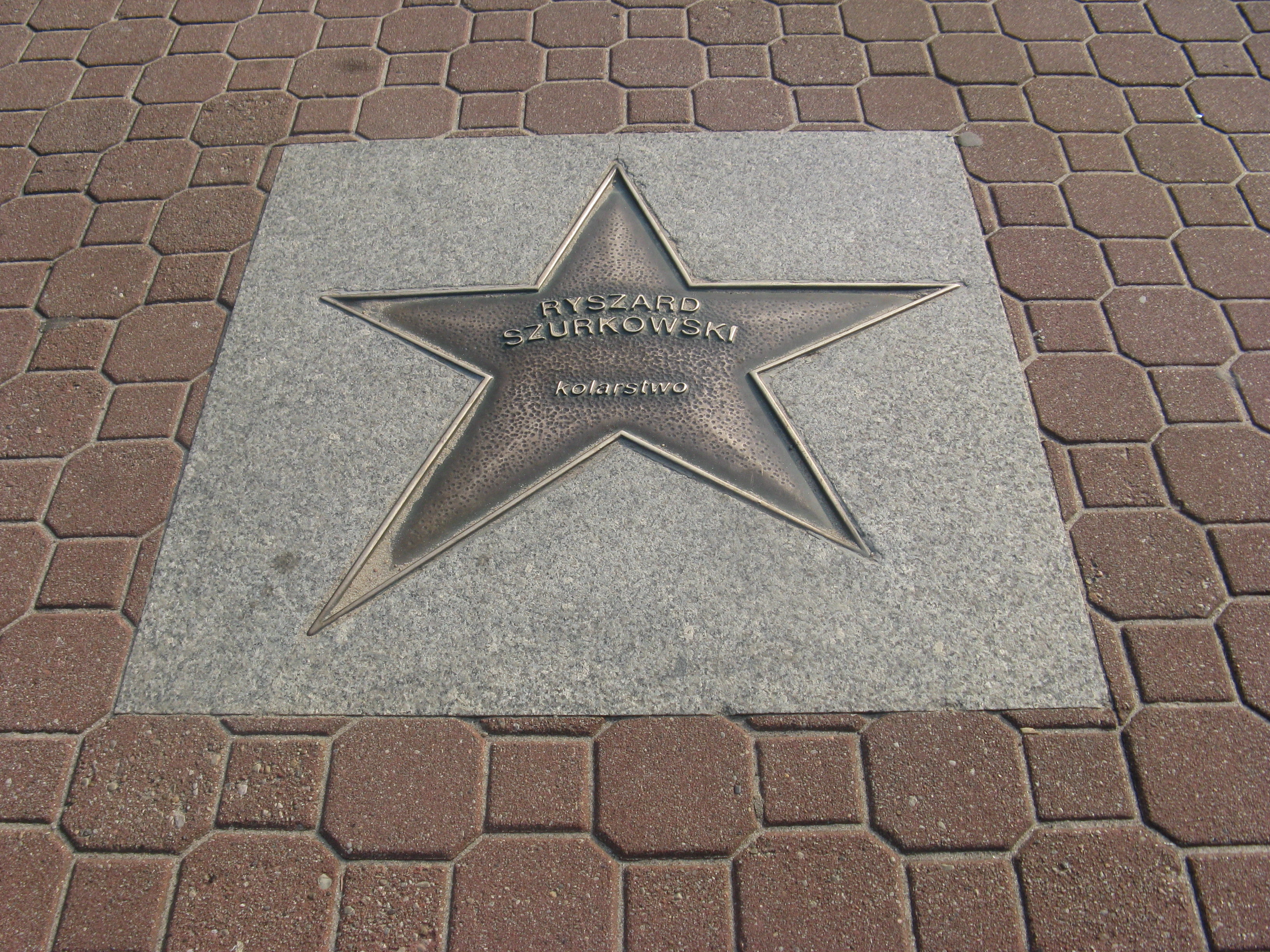
Зірка Шурковського на Алеї Зірок Польського шосейного велососпорту

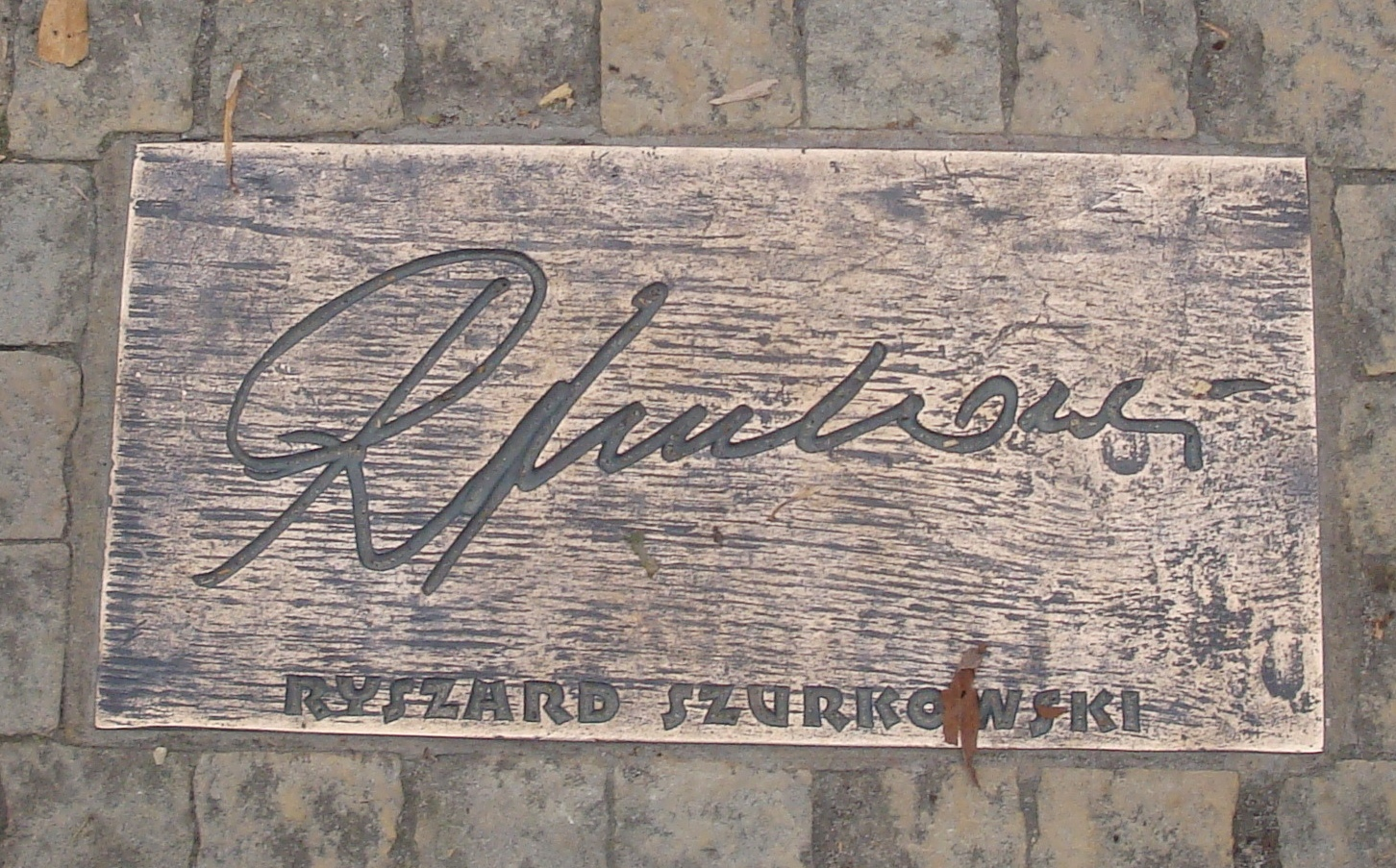
Ришарда Шурковського на таблиці Алеї Зірок Польського шосейного велососпорту в місті Нале́нчуві

## Особисте життя
Ришард Шурковські вперше одружився в 1979 році з Євою Кукул. Згодом у  пари народився син якого вони назвали Норберт. Проте чоловік не прожив довго, а помер у віці 31 року під час  тереростичної атаки 11 вересня 2001 на Всесвітній торговий центр в Нью-Йорку, де він працював на 104 поверсі однієї з веж.
Вдруге  спортсмен одружився з Ізабелою Гумовською, від цього шлюбу теж родився син, якого назвали Віктором (помер. 2020). В 2009 році одружився втретє з Івоною Аркушевською.

## Публікації
У співпраці з спортивним журналістом Кшиштофом Вижиковським видав три книги на тему шосейного велоспорту:
- Ришард Шурковські, Кшиштоф Вижиковські: Kolarstwo. Варшава: Wyd. Sport i Turystyka, 1979, seria: I ty zostaniesz olimpijczykiem. ISBN 8321722393. OCLC 297676069.
- Ришард Шурковські, Кшиштоф Вижиковські: Być liderem. Варшава: Wyd. Krajowa Agencja Wydawnicza, 1983, seria: Bohaterowie stadionów. ISBN 8303001132. OCLC 750758885.
- Ришард Шурковські, Кшиштоф Вижиковські, Каміль Вольніцькі: Ryszard Szurkowski. Wyścig. Autobiografia. Wyd. 1. Краків: Wydawnictwo Sine Qua Non, 2019. ISBN 9788381295154. OCLC 1121420431.

## Фільмографія
Декілька разів став героєм документальних фільмів, а також особисто знявся у в епізодичній  ролі у фільмі Мотодрама 1971 року, де грав сам себе.
| Фільми      |                                           |                |
| Рік         | Назва                                     | Режисер        |
| 1971 у кіно | Мотодрама                                 | Анджей Коніч   |
| 1971 у кіно | Автобус з написом "кінець"                | Маріуш Вальтер |
| 2009        | Незакінчена історія                       | Артур Шульц    |
| 2011        | В погоні за життям                        | Генрік Янтос   |
| 2021        | Ришард Шурковські – гонка через все життя | Збігнєв Рител  |